# Brospindel
Brospindel (Larinioides sclopetarius) är en spindelart som först beskrevs av Carl Alexander Clerck 1757.  Brospindel ingår i släktet Larinioides och familjen hjulspindlar. Arten är reproducerande i Sverige. Inga underarter finns listade.